# Tachyeres leucocephalus
L'anatra vaporiera testabianca, anche anatra vaporiera del Chubut,  anatra di fiume inetta testabianca o tachiere dal capo bianco, (Tachyeres leucocephalus (Humphrey & Thompson, 1981)) è un uccello della famiglia Anatidae, endemico dell'Argentina.